# Timothy B. Schmit
Timothy Bruce Schmit (Oakland, 30 oktober 1947) is een Amerikaans bassist en zanger. Hij is lid van de countryrockbands Poco en Eagles.

## Biografie
Timothy B. Schmit groeide op in Sacramento, Californië. Toen hij vijftien was richtte hij de folkgroep Tim, Tom & Ron op. Die groep evolueerde tot een surfband, genaamd the Contenders. Later veranderde de naam in New Breed en nog later in Glad. In 1968 kwam hun album Feelin' Glad uit.
In 1970 sloot Schmit zich aan bij Poco, waar hij Randy Meisner als bassist verving. Naast bassist en zanger schreef hij voor elk album een of meer nummers. Meest bekend was Keep on Tryin'. Hij keerde tijdelijk terug bij Glad, die onder de naam Redwing verder was gegaan. Met hen werkte hij mee aan hun tweede album, What this country needs.
In het begin van 1978 werd Schmit opgenomen in Eagles, kort na de Hotel California-tour. Ook nu verving hij Randy Meisner op basgitaar. Op het album The Long Run uit 1979 is hij lead singer en co-writer van I Can't Tell You Why. De band ging uiteen in 1980 en herenigde pas in 1994. Het reüniealbum/dvd Hell Freezes Over bevat het nummer Love Will Keep Us Alive dat werd gezongen door Timothy B.  Schmit en geschreven door Paul Carrack, Jim Capaldi en Peter Vale. In 2007 brachten Eagles hun eerste nieuwe volledige studioalbum Long Road Out of Eden uit. In maart 2008 werd in Londen het startschot gegeven voor The Long Road Out Of Eden-wereldtournee.
Ten tijde van de break-up van Eagles waagde Schmit zich aan een solocarrière als zanger. Hij speelde ook basgitaar als sessiemuzikant. Op enkele hits, zoals Southern Cross van Crosby, Stills and Nash en Fire Lake van Bob Seger, is Timothy's stem duidelijk herkenbaar. Hij verzorgde ook de achtergrondzang in twee van Don Henley's nummers, Dirty Laundry en You Don't Know Me At All.
Schmit deed bovendien achtergrondzang op I Won't Hold You Back van Toto. Hij toerde met Toto in 1982, met optredens o.a. in Den Haag en Utrecht.
In 1996 zong Schmit een cover van de The Beach Boys' hit Caroline, No uit 1966. The Beach Boys zelf verzorgden de achtergrondzang op dat nummer.
Schmit toerde met Jimmy Buffett in 1983, 1984 en 1985. Hij was ook de uitvinder van de naam Parrotheads, bijnaam voor alle Buffett-fans.
Met Jackson Browne zong hij het duet Let It Be Me, uit de film Bye Bye Love.

## Discografie

### Albums als lid vanPoco
- 1970 - Poco
- 1971 - Deliverin'
- 1971 - From the Inside
- 1972 - A Good Feelin' to Know
- 1973 - Crazy Eyes
- 1974 - Seven
- 1974 - Cantamos
- 1975 - Head over Heels
- 1976 - Rose of Cimarron
- 1977 - Indian Summer
- 1984 - Inamorata

### Als lid vanEagles

#### Albums
- 1979 - The Long Run
- 1980 - Eagles Live
- 1982 - Eagles Greatest Hits, Vol. 2
- 1994 - Hell Freezes Over
- 2007 - Long Road Out of Eden

#### Songs geschreven door Timothy B. Schmit
- "I Can't Tell You Why" on The Long Run (geschreven met Don Henley en Glenn Frey)
- "Do Something" on Long Road Out of Eden (geschreven met Don Henley en Steuart Smith)
- "Long Road Out of Eden" on Long Road Out of Eden (geschreven met Don Henley en Glenn Frey)

#### Songs gezongen door Timothy B. Schmit
- "I Can't Tell You Why" op The Long Run (geschreven door Timothy B. Schmit, Don Henley en Glenn Frey)
- "Love Will Keep Us Alive" op Hell Freezes Over (geschreven door Pete Vale, Jim Capaldi en Paul Carrack)
- "I Don't Want to Hear Any More" op Long Road Out of Eden (geschreven door Paul Carrack)
- "Do Something" op Long Road Out of Eden (geschreven door Timothy B. Schmit, Don Henley en Steuart Smith)

### Solocarrière

#### Albums
- 1984 - Playin' It Cool
- 1987 - Timothy B.
- 1990 - Tell Me the Truth
- 2001 - Feed the Fire
- 2009 - Expando
- 2016 - Leap of Faith
- 2022 - Day by Day

#### Singles
- 1982 - So Much in Love op het album Playin' It Cool
- 1987 - Boys Night Out op het album Timothy B.